# Distrito de Ácora
El distrito de Ácora (en aimara: Axura pronunciaciónⓘ [aˈχo.ɾa]) es uno de los quince que conforman la provincia de Puno ubicada en el departamento homónimo en el Sur del Perú.
Desde el punto de vista jerárquico de la Iglesia católica forma parte de la Prelatura de Juli en la Arquidiócesis de Arequipa.

## Historia
El distrito fue creado el 2 de mayo de 1854 por el gran mariscal Ramón Castilla y Marquesado
El ciudadano Ramón Castilla Gran Mariscal de los ejércitos nacionales y presidente provisional de la República del Perú.
Considerando:
- 1.º.- Que la demarcación territorial de las provincias del Departamento de Puno es en extremo defectuosa tanto por la falta de una provincia del cercado como por la mala distribución de sus diferentes distritos.
- 2.º.- Que es de absoluta necesidad crear una información.

Nuestra Política de datos explica cómo recopilamos y usamos tus datos personales para determinar algunos de los anuncios que ves y provincial de cercado cuya capital sea del departamento, como sucede en todas las demás de la república.
- 3.º.- Que parte de este fin deben designarse los pueblos que están más íntimos a la capital y que se hallen separados por obstáculos naturales de las provincias a que actualmente pertenecen.

Decreto:
- Artículo 1.º.- Se crea la Provincial de cercado de Puno, compuesta de las poblaciones siguientes: Capital, Puno; Distritos: Capachica, Coata, Paucarcolla, San Antonio, Chucuito, Pichacani, Acora, cabana, Vilque, Atuncolla, Caracoto y Juliaca.
- Artículo 2.º.- La demarcación de la demás provincias queda arreglada por ahora de la manera siguiente:

Provincia de Huancane.- Capital, Huancané; Distritos: Inchupalla, Vilquechico, Moho, Conima, Taraco y Pusi. Provincia de Chucuito.- Capital, Juli; Distritos: Ilave, Pomata, Zepita, Yunguyo, Desaguadero, Huacullani, Pizacoma y Santa Rosa.
Provincia de Lampa.- Capital, Lampa; Distritos: Calapuja, Nicasio, Cabanilla, Pucará, Vila Vila, Ayaviri, Orurillo, Muñani, Cupi, Llalli, Macarí y Humachiri.
Provincia de Azangaro.- Capital, Azangaro; Distritos: Urinsaya, Muñani, San Antonio de Poto, Putina, Chupa, Arapa, Saman, Caminaca, Achaya, SAntiagio de Pupuja, Asillo, San José, San Anton y Potoni.
Provincia de Carabaya.- Capital, Crucero; Distritos: Phara, Patambuco, Cuyo Cuyo, Sandía, Huallayaca, Sina, Usicayos, Coaza, Ituata, Ayapata, Ollachea, Corani, Macusani y Ajoyani.
- Artículo 3.º.- Sin perjuicio de éstos se nombrará oportunamente un Ingeniero Civil que visite todas las provincias del departamento y que presente un plan de una nueva demarcación, tomando por base las distancias de los distritos a su capital y los obstáculos naturales que de ella lo separan.
- Artículo 4.º.- El Subprefecto nombrado para la nueva provincia del cercado no empezará a recaudar las contribuciones de ella hasta que llegue el tiempo de cobrar la del semestre próximo de Navidad, debiendo continuar con la recaudación del semestre de san Juan, los Subprefectos a cuya jurisdicción han pertenecido hasta ahora los distritos que lo componen.

Dado en la casa de Gobierno en Cusco a los dos días del mes de mayo de mil ochocientos cincuenta y cuatro.
Pedro Juan Bustamante Ramón Castilla y Marquesado.

## Ubicación geográfica
Ubicado en el altiplano a una altitud de 3 867 m s. n. m. a orillas del Lago Titicaca.
El clima en la zona media es frío, templado y húmedo; en la zona alta y cordillera predomina un clima frío intenso y seco; y en la zona del lago posee un clima templado húmedo a frío, presentando condiciones microclimáticas muy favorables para el desarrollo de la actividad agrícola semi-intensiva y actividad pecuaria complementaria.

## Población
Según el censo peruano de 2007 la población es de 28 679 habitantes, de los cuales 93% vive en el área rural y el 7% el área urbana.

## División administrativa
El área total del distrito de 1871,31 km², distribuidos entre 115 comunidades campesinas y centros poblados menores.

### Centros poblados
| N.º | DENOMINACIÓN           | UBICACIÓN       | DISPOSITIVO DE RECONOCIMIENTO |
| --- | ---------------------- | --------------- | ----------------------------- |
| -   | Ciudad de Acora        | Zona Centro     | Ley N.º 757                   |
| 1   | Amaparani              | Zona Alta       | O.M. N.º 096-2004-CMPP        |
| 2   | Ayrumas Carumas        | Cordillera      | O.M. N.º 096-2004-CMPP        |
| 3   | Caritamaya             | Zona Centro     | O.M. N.º 096-2004-CMPP        |
| 4   | Ccopamaya              | Zona Lago       | -                             |
| 5   | Chancachi              | Zona Centro     | O.M. N.º 096-2004-CMPP        |
| 6   | Cocosani               | Zona Lago       | O.M. N.º 096-2004-CMPP        |
| 7   | Crucero                | Zona Centro     | -                             |
| 8   | Culta                  | Zona Centro     | O.M. N.º 096-2004-CMPP        |
| 9   | Jayujayu               | Zona Lago       | O.M. N.º 096-2004-CMPP        |
| 10  | Jilatamarca Río Blanco | Zona Cordillera | O.M. N.º 226-2008-CMPP        |
| 11  | Marca Esqueña          | Zona Centro     | O.M. N.º 096-2004-CMPP        |
| 12  | Pasto Grande           | Cordillera      | O.M. N.º 209-2008-CMPP        |
| 13  | Sacuyo                 | Zona Alta       | O.M. N.º 096-2004-CMPP        |
| 14  | Santa Rosa de Yanaque  | Zona Lago       | O.M. N.º 096-2004-CMPP        |
| 15  | Thunco                 | Zona Centro     | -                             |
| 16  | Thunuhuaya             | Zona Lago       | O.M. N.º 096-2004-CMPP        |
| 17  | Totorani               | Zona Alta       | O.M. N.º 096-2004-CMPP        |
| 18  | Villa Socca            | Zona Lago       | O.M. N.º 096-2004-CMPP        |
| 19  | Aguas Calientes        | Zona Cordillera | -                             |

## Hitos urbanos
En la cabecera distrital, Ácora, destaca su plaza mayor, su hermoso templo colonial y sus pintorescas calles empedradas.

## Autoridades

### Municipales
- 2023 - 2026[3]
  - Alcalde: Abg. Hernán Crisisto Aycaya
  - Regidores:

  1. Julio Mullaya Escarzena
  2. Martin Percca Ccama
  3. Yudith Blanca Cruz Ticona
  4. Rogelio Pari Cutipa
  5. Vladimir Llanque Quispe

## Turismo
- Jiskairumoko
- Chullpas de Mollocco

- Inkasamawi
- Isla de Iscata

## Festividades
- Febrero
  - Fiesta de la Candelaria
  - Aniversario del Distrito de Acora 2 de Mayo
  - Fiesta Patronal 15 de septiembre - Virgen de la Natividad